# Anthime l'Ibère
 (décembre 2022).
Anthime l'Ibère, en roumain Antim Ivireanul, est un religieux chrétien orthodoxe d'origine géorgienne qui s'établit dans la principauté de Valachie (actuelle Roumanie) et fut métropolite d'Ungro-Valachie de 1708 à 1716. Il s'illustra dans des activités de typographe, et aussi dans l'éloquence religieuse. Il mourut assassiné en septembre ou octobre 1716. Il a été canonisé en 1992 par l'Église orthodoxe roumaine (en même temps que Constantin Brâncoveanu) et est célébré le 27 septembre.

## Biographie
Son surnom renvoie à l'« Ibérie », nom donné dans l'Antiquité à une partie de la Géorgie actuelle. Il y naquit vers le milieu du XVIIe siècle, fut capturé dans sa jeunesse par les troupes ottomanes, et fut conduit à Constantinople. Il entra alors en religion (adoptant le nom grec d'Anthime) et servit dans le clergé du patriarcat œcuménique, où il acquit une solide formation dans plusieurs domaines. Vers 1690, il fut appelé à Bucarest par le voïvode de Valachie, Constantin II Brâncoveanu, et se vit confier l'atelier d'imprimerie princier fondé par Matthieu Basarab.
Entre 1691 et 1694, il mit sous presse quatre volumes dans cet atelier : l'un contenant les Instructions à son fils Léon de l'empereur Basile le Macédonien (texte grec) ; un autre contenant les Actes de sainte Parascève d'Épibates et de saint Grégoire le Décapolite (texte roumain) ; un évangéliaire bilingue grec-roumain ; et un psautier roumain.
En 1696, il devint higoumène du monastère de Snagov (situé sur une île d'un lac à 40 km au nord de Bucarest). Il y fit transférer l'imprimerie et poursuivit ses activités dans ce domaine, réalisant encore quinze volumes entre 1696 et 1701 (sept en grec, cinq en roumain, un en slavon, un en slavo-roumain, et un bilingue grec-arabe). Revenu à Bucarest avec son matériel entre 1701 et 1705, il y produisit encore quinze livres (onze en grec, deux en roumain, un en slavo-roumain et un autre bilingue grec-arabe). Ce sont tous des livres religieux (littérature liturgique, hagiographique ou ascétique). Il imprima notamment le premier Nouveau Testament en roumain en 1703. Autre fait remarquable : à la demande des chrétiens melkites de Syrie (notamment du patriarche d'Antioche Athanase Dabbas), il fit graver des caractères arabes et produisit dans cette langue deux livres liturgiques : un missel (1701) et un livre d'heures (1702) ; ce sont les premiers livres à caractères arabes imprimés en Orient. Ensuite, en 1704, Athanase Dabbas obtint de Constantin Brâncoveanu de pouvoir faire transporter une presse, et sans doute des caractères typographiques, à Alep.
Le 16 mars 1705, il devint évêque de Râmnicu Vâlcea et y poursuivit ses activités dans l'atelier typographique du monastère de Govora (à 8 km à l'ouest de la ville). De 1705 à 1708, il y imprima neuf nouveaux livres (trois en roumain, trois en slavo-roumain et trois en grec).
Le 28 janvier 1708, il fut élu métropolite d'Ungro-Valachie (installé dans son siège le 22 février). Il emporta encore une fois son matériel typographique à Târgoviște, le siège métropolitain, et produisit encore dix-huit livres jusqu'en 1715 (onze en roumain, cinq en grec, un en slavo-roumain, et un en slavo-roumain et grec). Revenu à Bucarest en 1715, il y imprima encore deux livres en grec. Ses soixante-trois publications en plusieurs langues (et plusieurs alphabets) font de lui le plus grand typographe de la Roumanie pré-moderne avec Coresi. De plus, il a traduit en roumain, pour une part, les textes qu'il a imprimés dans cette langue, contribuant à en faire une langue littéraire et à l'imposer comme la langue liturgique de l'Église orthodoxe roumaine. Il forma comme apprenti le sous-diacre Mihail Stefan, qui en 1699 alla installer un atelier d'imprimerie à Alba Iulia, capitale de la Transylvanie.
Il a également laissé, malgré son origine étrangère, une œuvre littéraire originale en roumain, considérée comme importante dans les débuts de la littérature dans cette langue : un recueil de vingt-huit sermons (Didahii) prononcés dans la cathédrale métropolitaine les dimanches et jours de fête, parfois en présence du prince et des grands dignitaires ; ce sont des prêches moralistes sévères, n'épargnant personne (ce qui a peut-être contribué à sa perte), intéressants par l'image vivante qu'ils donnent de la société roumaine contemporaine. Il s'est illustré d'autre part dans plusieurs disciplines artistiques (peintre, sculpteur, graveur sur bois, calligraphe), et a notamment copié et enluminé des manuscrits.  
Après la chute de Constantin Brâncoveanu (exécuté à Constantinople avec ses fils et son principal ministre le 27 août 1714), le métropolite Anthime, lié à sa politique suspecte aux Ottomans, fut ensuite rapidement destitué par le nouveau prince Nicolas Mavrocordato. Condamné au bannissement dans le monastère Sainte-Catherine du Sinaï, il fut en fait assassiné quelque part en Thrace, et son corps jeté dans la Maritsa ou la Toundja.

## Édition
- Gabriel Strempel (éd.), Antim Ivireanul. Opere, Bucarest, Éd. Minerva, 1972.